# Liste von Militärs/L

## La
- Labédoyère, Charles-Angélique Huchet, comte de (1786–1815), französischer Generalleutnant; kriegsrechtlich erschossen
- La Bourdonnais, Bertrand-François Mahé de (1699–1753), französischer Admiral
- Lafayette, Marie-Joseph Motier, marquis de (1757–1834), französischer General und Politiker; Held im Amerikanischen Unabhängigkeitskrieg
- Lacy, Franz Moritz Graf von (1725–1801), österreichischer Feldherr
- Lacy, Peter Graf von (1678–1751), russischer Generalfeldmarschall irischer Abstammung
- Lahl, Kersten (* 1948), Generalleutnant der Bundeswehr, Befehlshaber Streitkräfteunterstützungskommando, Präsident der Bundesakademie für Sicherheitspolitik
- La Marmora, Alfonso (1804–1878), italienischer General und Staatsmann; 1864 Ministerpräsident
- Lamboy, Wilhelm von (c1590–1659), bedeutender kaiserlicher Heerführer und General im Dreißigjährigen Krieg
- Lameth, Alexandre, comte de (1760–1829), französischer Soldat und Politiker
- Lameth, Charles, comte de (1757–1832), französischer General; Bruder des vorigen
- Lammerding, Heinz (1905–1971), Generalmajor der Waffen-SS; Divisionskommandeur im Zweiten Weltkrieg; verantwortlich für Massaker
- Lamoricière, Louis Juchault de (1806–1865), französischer Zuavengeneral; nahm 1847 die Kapitulation Abd el-Kaders entgegen; 1848 Kriegsminister
- Lange, Manfred (* 1950), Generalleutnant der Bundeswehr, Stellvertreter des Inspekteurs der Luftwaffe
- Lange, Rudolf (* 1941), deutscher Admiral und Politiker
- Langenegger, Johann (* 1958), Oberst des Heeres der Bundeswehr, Kommandeur der Gebirgsjägerbrigade 23
- Langen, Siegmund Moritz Wilhelm von (um 1704–1757), preußischer Stabsoffizier; bekannt durch seine Rolle in der Schlacht bei Hochkirch
- Langéron, Alexandre-Louis Andrault, comte de (1763–1831), russischer General französischer Herkunft im Krieg gegen Napoleon und gegen die Türken
- Langheld, Wolf-Dieter (* 1950), deutscher General im Ruhestand
- Langsdorff, Hans (1894–1939), deutscher Marineoffizier, Kapitän der Admiral Graf Spee; Selbstmord
- Lannes, Jean, duc de Montebello (1769–1809), französischer General und Marschall; gefallen bei Aspern-Essling
- Lannes de Montebello, Gustave (1804–1875), französischer General; Sohn des vorigen
- Lannoy, Charles de (1487–1527), Oberkommandierender der kaiserlichen Truppen in Italien (1523) und spanischer Vizekönig von Neapel
- Lanrezac, Charles (1852–1925), französischer General; Oberbefehlshaber der 5. Armee während der ersten Wochen des Ersten Weltkrieges
- Lariboisière, Ferdinand Baston de
- La Riboisière, Ferdinand Baston de (1790–1812), französischer Kavallerieoffizier der Grande Armée
- Larrey, Dominique Jean (1766–1842), französischer Militärarzt und Chirurg
- Lasarew, Michail Petrowitsch (1788–1851), russischer Marineoffizier und Admiral
- Lasch, Otto (1893–1971), deutscher General der Wehrmacht im Zweiten Weltkrieg; 1944 Kommandant der Festung Königsberg
- Lather, Dietger, Oberst der Bundeswehr, Kommandeur Zentrum Operative Informationen
- Lather, Karl-Heinz (1948–2021), General der Bundeswehr; seit September 2007 Stabschef im NATO-Hauptquartier Europa – Supreme Headquarters Allied Powers Europe
- Latour, Theodor Graf Baillet von (1780–1848), österreichischer Feldzeugmeister und Kriegsminister
- Lattre de Tassigny, Jean de (1889–1952), französischer General im Zweiten Weltkrieg; 1950 NATO-Oberbefehlshaber in Westeuropa; 1952 Oberbefehlshaber in Indochina; postum Marschall von Frankreich
- Laudon, Gideon Ernst Freiherr von (1717–1790), berühmter österreichischer Feldherr
- La Tour-Maubourg, Marie-Victor-Nicolas de Fay de (1768–1850), französischer Divisionsgeneral
- Lauriston, Alexandre-Jacques-Bernard Law, marquis de (1768–1828), französischer General; Marschall von Frankreich
- Laval-Montmorency, Matthieu-Jean-Félicité de (1766–1826), französischer General, Staatsmann, Diplomat und Minister
- Lawrence, Sir Henry Montgomery (1806–1857), britischer General und Kolonialoffizier; gefallen bei der Verteidigung von Lucknow
- Lawrence, Thomas Edward, bekannt als Lawrence von Arabien, (1888–1935), britischer Archäologe, Geheimagent, Militärstratege und Schriftsteller

## Le
- Leaf, Daniel P. (* ca. 1952), Lieutenant General der US Air Force; Interim-Kommandeur des US Pacific Command
- Leahy, William (1875–1959), US-amerikanischer Fleet Admiral im Zweiten Weltkrieg
- John Leake (1656–1720), englischer Admiral
- Lebed, Alexander Iwanowitsch (1950–2002), sowjetisch-russischer General und Politiker, Gouverneur von Krasnojarsk
- Lebœuf, Edmond (1809–1888), französischer General und Staatsmann, Marschall von Frankreich
- Leclerc, Philippe de Hauteclocque, gen. (1902–1947), französischer Generalmajor im Zweiten Weltkrieg, Marschall von Frankreich
- Leclerc, Charles (1772–1802), französischer General, Generalkapitän eines französischen Expeditionskorps auf Haiti
- Lecourbe, Claude-Jacquese (1759–1815), französischer General
- Lee, Charles (1732–1782), General der Kontinentalarmee im Amerikanischen Unabhängigkeitskrieg
- Lee, Henry, gen. „Light Horse Harry“, (1756–1818), Offizier der Kontinentalarmee, Gouverneur von Virginia, Kongressabgeordneter
- Lee, Robert E. (1807–1870), Südstaatengeneral, Oberbefehlshaber der Army of Northern Virginia, Sohn des vorigen
- Lee, William Carey (1895–1948), US-amerikanischer General im Zweiten Weltkrieg; erster Kommandeur der 101. US-Luftlandedivision
- Leeb, Anton (1913–2008), österreichischer General; dritter Generaltruppeninspektor des österreichischen Bundesheeres der Zweiten Republik
- Leeb, Wilhelm Ritter von (1876–1956), deutscher Generalfeldmarschall im Zweiten Weltkrieg
- Leese, Sir Oliver KCB, CBE, DSO (1894–1978), britischer General Zweiten Weltkrieg; OB der 8. Armee; 1944 britischer Oberkommandierender der alliierten Landstreitkräfte in Südwest-Asien
- Lefebvre, François-Joseph, duc de Dantzig (1755–1820), Marschall von Frankreich
- Le Flô, Adolphe (1804–1887), französischer General und Diplomat, Gegenspieler Napoleons III.
- Le Fort, François (1656–1699), erster russischer Admiral
- Lehmann, Rudolf (1890–1955), Generaloberstabsrichter; Leiter der Rechtsabteilung beim OKW
- Lehwaldt, Johann von (1685–1768), preußischer Generalfeldmarschall
- Leidenberger, Frank (* 1958), deutscher Brigadegeneral der Bundeswehr
- Leigh-Mallory, Sir Trafford (1892–1944), britischer Luftmarschall im Zweiten Weltkrieg
- Leissegues, Corentin de (1758–1832), französischer Admiral in den Koalitionskriegen
- Le Marchant, Sir John Gaspard (1766–1812), britischer Kavalleriegeneral im Krieg auf der Halbinsel; gefallen bei Salamanca
- Le Marchant, Sir John Gaspard, K.C.B., (1803–1874), britischer General und Kolonialbeamter
- Lemarrois, Jean-Léonard (1776–1836), französischer General; Generaladjutant Napoléons
- LeMay, Curtis E. (1906–1990), General der US Air Force, Befehlshaber während des Zweiten Weltkrieges
- Lemnitzer, Lyman L. (1899–1988), General der US Army, Chief of Staff of the Army, Vorsitzender der Joint Chiefs of Staff und Supreme Allied Commander Europe
- Lent, Helmut (1918–1944), Luftwaffenoffizier im Zweiten Weltkrieg, erfolgreicher Jagdflieger, abgestürzt
- Lepel, Hellmuth von (1773–1812), königlich-westfälischer General; Erster Stallmeister des Königs Jérôme; gefallen in der Schlacht von Borodino
- Lesdiguières, Francois de Bonne, duc de (1543–1626), französischer Marschall, der letzte Connétable von Frankreich
- Leslie, Walter (1607–1667), kaiserlicher Feldherr während des Dreißigjährigen Krieges
- Karl-Horst Lessing (1925–1987), deutscher Brigadegeneral und Nachrichtendienstler
- L’Estocq, Anton Wilhelm von (1738–1815), preußischer General in den Koalitionskriegen
- Leszczynski, Paul von (1830–1918), preußischer General der Infanterie
- Lettow-Vorbeck, Paul von (1870–1964), preußischer Generalmajor, Kommandeur der Schutztruppe in Deutsch-Ostafrika
- Leutwein, Theodor (1849–1921), Generalmajor, Kommandeur der Kaiserlichen Schutztruppe, Gouverneur von Deutsch-Südwestafrika
- Lewal, Jules Louis (1823–1908), französischer Divisionsgeneral
- Lewenhaupt, Adam Ludwig (1659–1719), schwedischer General, Gouverneur von Liv- und Kurland, gestorben in russischer Gefangenschaft
- Lewinski, Alfred von (1831–1906), General der Infanterie
- Lewinski, Karl von (1858–1937), Generalleutnant
- Lewinski, Eduard Julius Ludwig von (1829–1906), General der Artillerie
- Lewis, Meriwether (1774–1809), amerikanischer Entdecker, Verwaltungsbeamter, Führer der Lewis-und-Clark-Expedition

## Li
- Liddell Hart, Sir Basil (1895–1970), britischer Militärhistoriker, -korrespondent und Stratege
- Lidsba, Achim (1955–2021), deutscher Brigadegeneral der Bundeswehr
- Liebenau, Johann Siegmund von (1607–1671), sächsischer Offizier im Dreißigjährigen Krieg
- Liebenow, Wilhelm (1822–1897), preußischer Leutnant, Topograf und Kartograf
- Liebmann, Curt (1881–1960), deutscher General der Infanterie
- Liechtenstein, Johann Josef I. Fürst von (1760–1836), österreichischer Feldmarschall
- Liechtenstein, Josef Wenzel I. Fürst von (1696–1772), österreichischer Feldmarschall
- Liel, Karl Friedrich von (1799–1863), bayerischer Generalmajor und Kriegsminister
- Liener, Arthur (* 1936), Korpskommandant; Generalstabschef der Schweizer Armee
- Liese, Kurt (1882–1945), Generalleutnant; 1933–38 Leiter des Heereswaffenamtes
- Liggett, Hunter (1857–1935), US-amerikanischer General; Armeeführer im Ersten Weltkrieg
- Ligne, Carl Joseph Fürst von (1735–1814), k. k. Feldmarschall
- Li Hongzhang (1823–1901), chinesischer General, Staatsmann und Diplomat
- Li Keyong (852–908), chinesisch-türkischer Truppenführer
- Liman von Sanders, Otto (1855–1929), preußischer General; Organisator der türkischen Armee; Kommandeur verschiedener türkischer Armeen im Ersten Weltkrieg
- Limburg-Styrum, Hermann Otto II. von (1646–1704), kaiserlicher Generalfeldmarschall
- Lincoln, Benjamin (1733–1810), amerikanischer General im Unabhängigkeitskrieg
- Lindemann, Ernst (1894–1941), Marineoffizier, gefallen
- Lingelsheim, Friedrich von (1755–1835), preußischer Generalleutnant; Chef sämtlicher Kadettenanstalten Preußens seit 1806
- Linger, Christian Nicolaus von (1669–1755), preußischer General der Artillerie
- Linger, Peter Salomon von (1719–1793), preußischer Oberst und Chef der schlesischen Festungsartillerie
- Lion, Alexander (1870–1962), Sanitätsoffizier und Mitgründer der deutschen Pfadfinderbewegung
- Lippe-Schaumburg, Albrecht Wolfgang Graf zu (1699–1748), General in holländischen Diensten
- Lippe-Schaumburg, Wilhelm Graf zu (1724–1777), Heerführer im Siebenjährigen Krieg; bedeutender Militärtheoretiker
- Liprandi, Pawel Petrowitsch (1796–1864), russischer General; befehligte die russische Armee in der Schlacht von Balaklawa (Krimkrieg)
- List, Wilhelm (1880–1971), deutscher Generalfeldmarschall im Zweiten Weltkrieg
- Litzmann, Karl (1850–1936), deutscher General
- Liu Bocheng (1892–1986), kommunistischer Armeeführer während des Chinesischen Bürgerkrieges
- Livonius, Wilhelm von (1840–1905), preußischer Offizier

## Lj
- Ljaschtschenko, Nikolai Grigorjewitsch (1910–2000), sowjetischer Armeegeneral; schloss am 13. November 1945 mit dem britischen General Barber das Barber-Ljaschtschenko-Abkommen

## Lo
- Lobau, Georges Mouton, comte de (1770–1838), französischer General, Pair und Marschall von Frankreich
- Lochmann, Eberhard (1933–2020), deutscher Brigadegeneral des Heeres der Bundeswehr, Abteilungsleiter im Bundesnachrichtendienst
- Kurt Lohberger (1914–2008), Vertreter der Nationalen Volksarmee (NVA) im Oberkommando der Vereinten Streitkräfte des Warschauer Vertrages
- Lochow, Ewald von (1855–1942), General der Infanterie, Kommandierender General des III. Armee-Korps
- Loë, Walter Freiherr von (1828–1908), Generaladjutant dreier Kaiser und Truppenkommandeur, der einzige katholische Generalfeldmarschall der Kaiserzeit
- Loebell, Ernst Friedrich Christian von (1764–1845), preußischer Generalleutnant
- Loebell, Karl Georg von (1777–1841), preußischer Generalleutnant; Kommandant von Berlin und Chef der Landgendarmerie
- Loewenfeld, Wilfried von (1879–1946), deutscher Vizeadmiral; Rechtsritter des Johanniter-Ordens
- Lombard, Gustav (1895–1992), Generalmajor der Waffen-SS; Kommandeur mehrerer SS-Divisionen im Zweiten Weltkrieg
- Longstreet, James (1821–1904), General im Amerikanischen Bürgerkrieg
- Loning, Adolf, deutscher Offizier in der spanischen Armee; Autor
- Lossow, Otto von (1868–1938), deutscher General
- Lorges-Montgomery, Gabriel de (um 1530–1574), französischer Offizier schottischer Abstammung; tötete Heinrich II. von Frankreich in einem Turnier
- Loris-Melikow, Michail Tarielowitsch (1824–1888), armenisch-russischer General und Staatsmann
- Losthin, Michael Heinrich von (1762–1839), königlich preußischer Generalleutnant
- Lothringen, Karl von (1712–1780), Hochmeister des Deutschen Ordens, k. k. Generalfeldmarschall, Gouverneur und Generalkapitän der Niederlande
- Lothringen, Karl IV., Herzog von (1604–1675), kaiserlicher Heerführer im Dreißigjährigen Krieg
- Lothringen, Karl V. von (1643–1690), kaiserlicher Heerführer gegen die Türken
- Lovat, Simon Fraser, Lord (1911–1995), schottischer General und Kommandoführer im Zweiten Weltkrieg
- Löw, Gerd Edler von (1939–2025), deutscher Brigadegeneral des Heeres der Bundeswehr
- Lowe, Sir Hudson (1769–1844), britischer General, Gouverneur von St. Helena, Napoleons Gefangenenwärter
- Löser, Wolf-Dieter (* 1949), Generalleutnant der Bundeswehr
- Löwenhaupt, Carl Gustav von (1662–1703), kursächsischer Generalkriegskommissar, General der Infanterie
- Löwendal, Ulrich Graf von (1700–1755), Marschall von Frankreich
- Löwenthal, Johann von (1803–1891), österreichischer Feldmarschalleutnant und Attaché
- Lowry Cole, Sir Galbraith (1772–1842), britischer General, Gouverneur der Kapkolonie

## Lu
- Lubomirski, Hieronim Augustyn (1647–1706), polnischer Magnat, Politiker und Feldherr
- Friedrich-Wilhelm Lübbe (* 1938), deutscher Brigadegeneral der Luftwaffe der Bundeswehr
- Lucht, Ernst (1896–1975), deutscher Marineoffizier
- Lucullus, Lucius Licinius (117–56 v. Chr.), römischer Feldherr und Konsul
- Luckner, Nikolaus Graf (1722–1794), deutsch-französischer General, Marschall von Frankreich, guillotiniert
- Ludendorff, Erich (1865–1937), Hindenburgs Generalquartiermeister, führender General des Ersten Weltkrieges
- Lüneschloß, Friedrich von (1822–1899), königlich bayerischer Generalmajor
- Louis-Philippe von Frankreich, gen. „der Bürgerkönig“, (1773–1850), letzter König von Frankreich
- Luschew, Pjotr Georgijewitsch (1923–1997), sowjetischer Armeegeneral und Oberkommandierender der Gruppe der Sowjetischen Streitkräfte in Deutschland sowie des Warschauer Vertrages
- Lute, Douglas E. (* 1952), US-amerikanischer Lieutenant General, Direktor für Operationen des Joint Staff
- Lüth, Wolfgang (1913–1945), deutscher Marineoffizier, U-Boot-Kommandant im Zweiten Weltkrieg
- Lütjens, Günther (1889–1941), deutscher Admiral im Zweiten Weltkrieg; 1940 Befehlshaber der Schlachtschiffe; ging mit der Bismarck unter
- Lütke, Friedrich Benjamin von (1797–1882), russischer Marineoffizier, Weltumsegler, Entdeckungsreisender und Schriftsteller
- Lüttwitz, Walther von (1859–1942), deutscher General während der Weimarer Republik, einer der Hauptbeteiligten am Kapp-Putsch
- Lützow, Ludwig Adolf Freiherr von (1782–1834), Generalmajor, Freikorpsführer in den Befreiungskriegen 1813/14
- Luynes, Charles d’Albert, duc de (1578–1621), verhalf Ludwig XIII. zur Macht, Connétable von Frankreich

## Ly
- Lyautey, Hubert (1854–1934), französischer General und Staatsmann; 1916/17 Kriegsminister; 1921 Marschall von Frankreich; bis 1925 französischer Generalresident in Marokko
- Lynch, Jessica (* 1983), US-amerikanische Soldatin im Dritten Golfkrieg
- Edmund Lyons, 1. Baron Lyons (1790–1858), britischer Admiral im Krimkrieg
- Lysander († 395 v. Chr.), spartanischer Staatsmann und Feldherr im Peloponnesischen Krieg
- Lysimachos (ca. 361–281 v. Chr.), Heerführer und Nachfolger Alexanders des Großen